# Aryana Sayeed

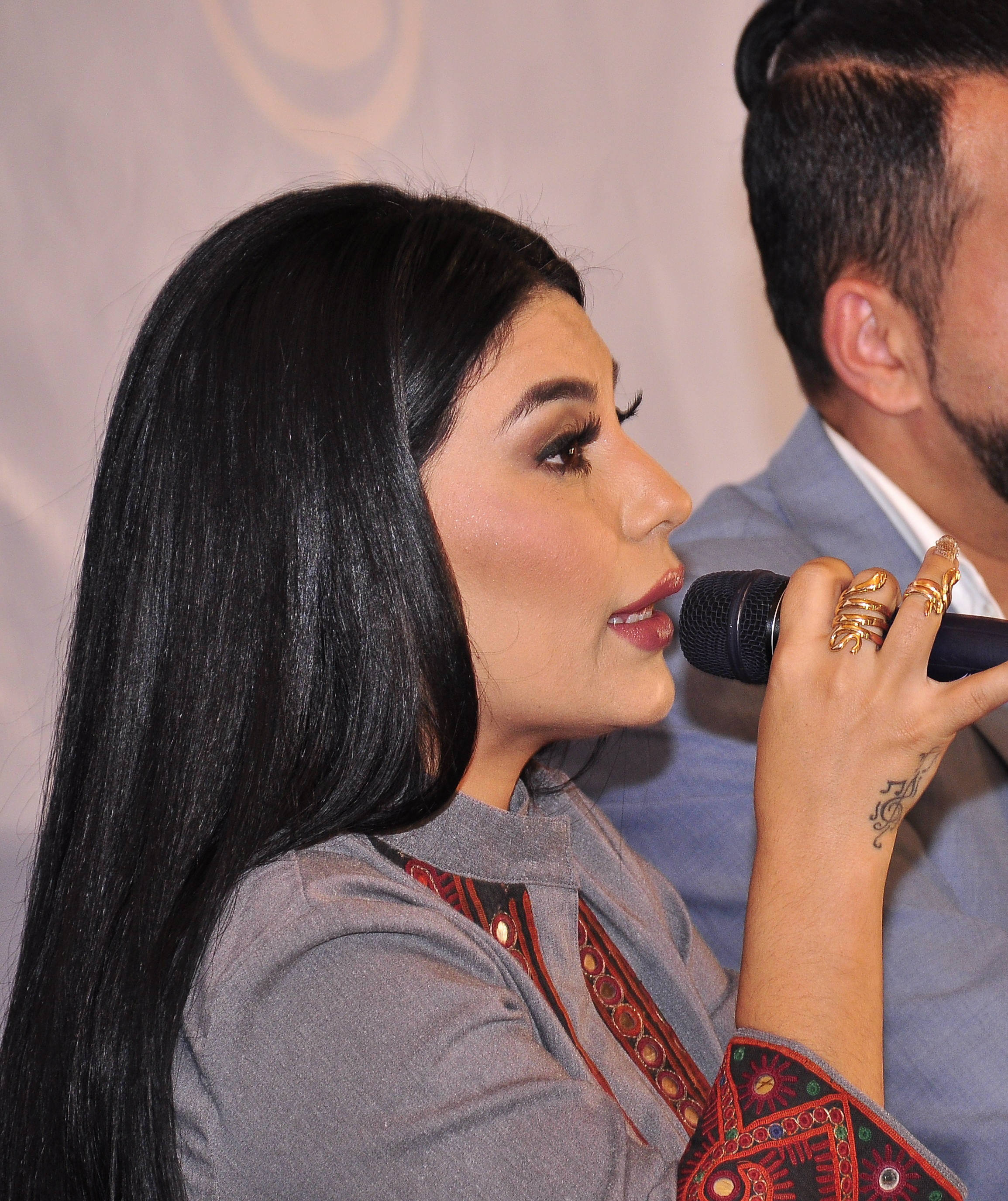
Aryana Sayeed

Aryana Sayeed (Kabul, 1985), Dari: آریانا سعید, is een Afghaanse zangeres, songwriter en tv-persoonlijkheid. Ze zingt in zowel Dari- als Pasjtoe en is een van de bekendste en populairste artiesten van Afghanistan. Sayeed had een eigen tv-show op de Afghaanse televisie, en was jurylid bij populaire talentjachten. Zij is ook internationaal bekend en treed wereldwijd op. Zij is een pleitbezorger voor verbetering van de positie van vrouwen in Afghanistan. Sinds de machtsovername door de Taliban in 2021 woont en werkt zij niet meer in Afghanistan.

## Vroege leven
Aryana Sayeed werd geboren in 1985 in Kabul. Ze heeft een Pashtun- vader en een Tadzjiekse moeder. Haar ouders verlieten Afghanistan toen ze 8 jaar oud was en woonden in Pakistan. Daarna vestigden ze zich in Zwitserland en uiteindelijk in Londen. Op 12-jarige leeftijd werd ze toegelaten tot een muziekschool waar ze met een koor optrad. "Hoewel het niet lang duurde, [...] deed dit me beseffen wat ik wilde worden als ik ouder was." heeft ze gezegd in interviews.

## Muziekcarrière
Sayeeds eerste single MashAllah kwam uit in 2008. De doorbraak in haar carrière kwam toen in 2011 haar lied Afghan Pesarak werd uitgebracht. Aryana Sayeed werd een begrip voor veel Afghanen buiten Afghanistan, en werd gevraagd om over de hele wereld op te treden. Op het hoogtepunt van dit plotselinge succes besloot Sayeed naar Afghanistan te gaan om concerten te geven. Ze werd daar bekend met haar versie van een oud klassiek Afghaans lied, Gule Seb. Tijdens dit eerste bezoek aan Afghanistan filmde ze haar volgende nummer Dilam Tang Ast. Het succes van dit nummer resulteerde in een prijs voor 'beste nummer gefilmd in Afghanistan'. Haar volgende nummer Hairanam deed het redelijk goed.
Aryana Sayeeds volgende grote succes, Jelwa, was een samenwerking met de bekende Afghaanse zanger Jawid Sharif. Dit was de tweede keer dat ze samenwerkten na hun eerdere succes met Biya Biya. Aryana Sayeed volgde dit op met een vrolijk nationalistisch lied om de sportbeoefening in haar land aan te moedigen. Verschillende zangers werden gecontracteerd voor de opnames van het lied Afghanistan, Afghanistan.

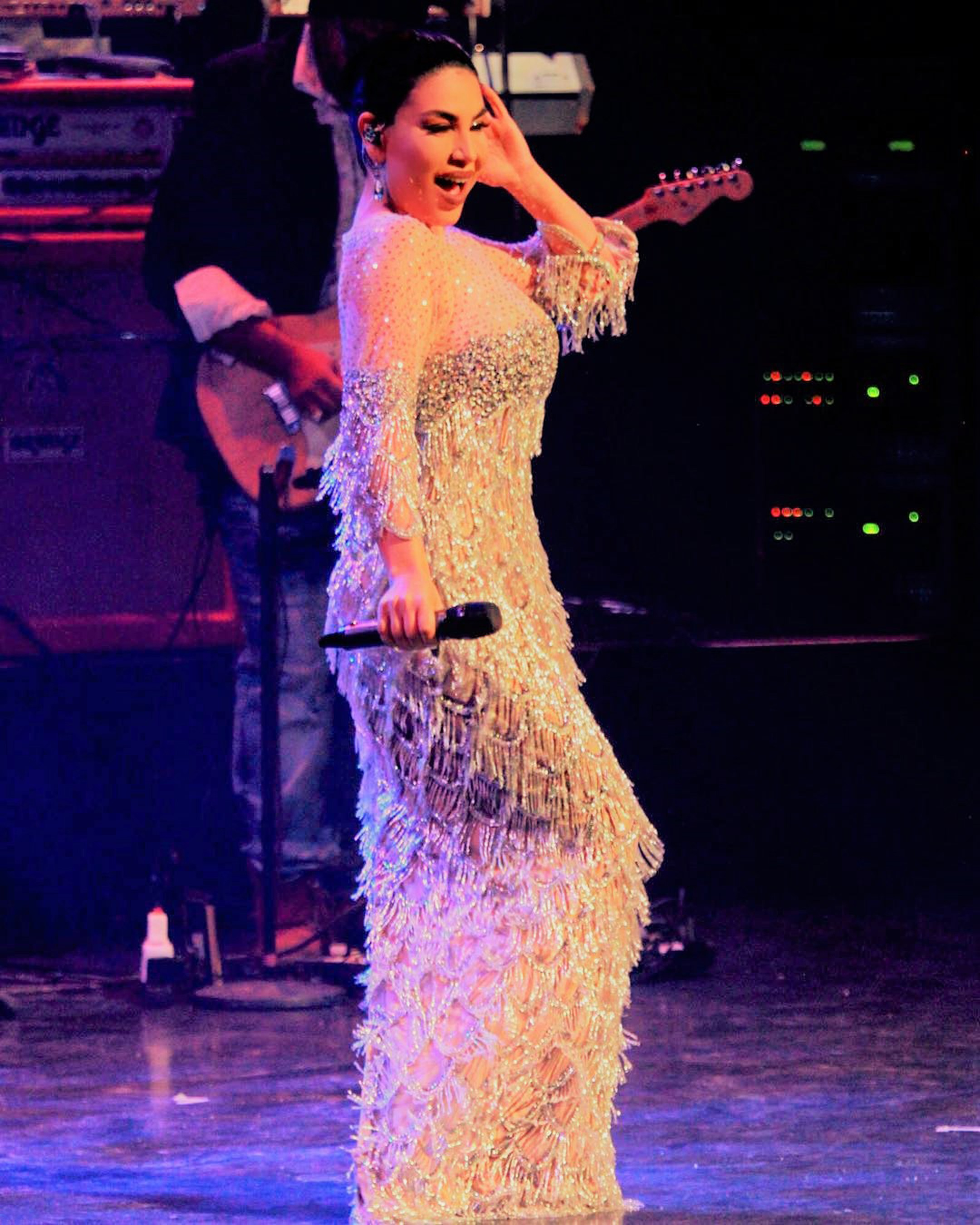
Aryana Sayeed tijdens een optreden in Montreal, 2019

Sayeeds nummer Banoo e Atash Nasheen beschrijft het lijden van de vrouwen in Afghanistan gedurende jaren van oorlog en misbruik; het leverde haar lovende kritieken op. Een groot orkest leverde een bijdrage aan de muziek en de opnames vonden plaats in Afghanistan. Kort nadat het nummer werd uitgebracht, werd Aryana Sayeed door de BBC geïnterviewd om haar motivatie en de diepere betekenis van het nummer uit te leggen. Haar volgende grote hit was Anaram Anaram, waarmee ze weer bovenaan de hitlijsten in Afghanistan stond.
In 2017 won ze de Afghan Icon Award en werd ze uitgeroepen tot de beste vrouwelijke artiest van Afghanistan. Ze ontving ook de titel "Voice of Afghanistan" van het Afghanistan National Television and Radio Network. Sayeed won ook prijzen voor Beste Lied van het Jaar, Beste Video van het Jaar en een Bravery Award.

## Televisie
Aryana Sayeed kreeg een contract als presentator van een eigen show bij een van de entertainmentkanalen in Afghanistan, 1TV. In haar show, Music Night (Shab-e Mosiqi), trad ze op met andere artiesten die ze ook interviewde. De show was een succes; na één seizoen ging Aryana Sayeed terug naar Londen. Kort daarna tekende ze een contract met het Afghaanse TOLO TV in 2013 als een van de juryleden bij het populaire maar in Afghanistan omstreden The Voice of Afghanistan. Ze zette de samenwerking met het tv-station voort en werd vervolgens jurylid in een andere talentenjacht, Afghaanse ster.

## Positie in Afghanistan
Ondanks haar grote populariteit in Afghanistan heeft Sayeed bedreigingen ontvangen van conservatieve groeperingen die haar optredens en kleding veroordelen. Zij spreekt zich regelmatig uit voor verbetering van de positie van vrouwen in Afghanistan, en tegen een mogelijke terugkeer van de Taliban. In 2017 werd een concert dat zij op de Afghaanse nationale feestdag in Kabul zou geven door de autoriteiten afgelast nadat conservatieve geestelijken hadden geprotesteerd.  Zij was in Kabul toen de Taliban op 15 augustus 2021 de stad heroverde; twee dagen later wist ze Afghanistan op een Amerikaanse evacuatievlucht te verlaten.

## Externe bronnen
- Website Aryana Sayeed
- BBC Video-profiel van Aryana Sayeed